# هال‌اشتات (بایرن)
شهر هال‌اشتات، بایرندر ایالت بایرن در کشور آلمان واقع شده‌است.